# グウェン・ステイシー
グウェンドリン・マキシン・"グウェン"・ステイシー（Gwendolyn Maxine "Gwen" Stacy）は、 マーベルコミックスが出版するコミック作品に登場する架空のキャラクターである。
大学生であるグウェンはピーター・パーカーが彼女の友人でライバルでもあるメリー・ジェーン・ワトソンと交際する前の恋人であり、本気で愛した最初の女性である。本項では、関連の深いスパイダーグウェン（Spider-Gwen）についても説明する。
2007年の映画『スパイダーマン3』ではブライス・ダラス・ハワード、リブートされた2012年の映画『アメイジング・スパイダーマン』及び2014年の続編『アメイジング・スパイダーマン2』ではエマ・ストーンが演じた。

## 出版上の歴史
ライターのスタン・リーとアーティストのスティーヴ・ディッコにより創造された彼女は『アメイジング・スパイダーマン』第31号（1965年12月）で初登場した。
彼女はジェリー・コンウェイ脚本の『アメイジング・スパイダーマン』第121号（1973年6月）でグリーン・ゴブリンによって殺害されてしまう。彼女の死とそれを描いたマーベルの方針はコミックのファンダムの世界に大きな影響を与えた。彼女以前にはスーパーヒーローは誕生譚以外では破滅的な失敗をせず、またスーパーヒーローの恋人が予告なしに突然死することはなかったのである。このストーリー展開はスパイダーマン、そしてアメリカン・コミックス史においての重要点となり、シルバーエイジの終焉を指すと認識されている。

## キャラクターのバイオグラフィ

### 背景
グウェン・ステイシーは彼女は『アメイジング・スパイダーマン』第31号（1965年12月）で初登場した。ピーター・パーカーとグウェンは両者がエンパイア・ステート大学の学部生であった時に出会った。当初ピーターはグウェンに声をかけられた際、病院のメイおばさんが気がかりであったために無視してしまう。激怒した彼女はフラッシュ・トンプソンやハリー・オズボーンとデートする。しかしながら両者は徐々に恋愛関係となり、グウェンはピーターの知的な個性を評価するようになる。
グウェンの父親であるジョージ・ステイシーが洗脳されてピーターと戦うと、それを見ていたグウェンはピーターが父を襲ったのだと勘違いし別れてしまう。グウェンは後に真実を知ると2人は和解して関係を修復するが、父がスパイダーマンとドクター・オクトパスの戦いに巻き込まれて死亡するとより複雑化する。グウェンは父の死の原因がスパイダーマンにあると考えて非難する。後にまたよりを戻し、傷心を癒すためにヨーロッパへと旅立つ。彼女はピーターと結婚することを望むが、彼は罪の意識からプロポーズをするのを止める。
ピーターはグウェンに会うためにロンドンへと向かうが、スパイダーマンとしての活動を強いられ、彼女に会えずに去ってしまう。ピーターとスパイダーマンが同時にロンドンに現れたことは、グウェンが結論を出すには容易であった。グウェンは自分がピーターに結婚するプレッシャーをかけたことで非があったことを悟る。彼女はニューヨークに戻り、関係を修復した。

### 死亡とその影響
『アメイジング・スパイダーマン』第121号（1973年6月）でグウェンはスパイダーマンの正体がピーター・パーカーであることを知ったグリーンゴブリン（ノーマン・オズボーン）によってジョージ・ワシントン・ブリッジのタワーに捕らわれる。スパイダーマンはグリーンゴブリンと戦うために現れ、グリーンゴブリンがグウェンを橋から投げ捨てるとスパイダーマンはウェブで彼女の足を捉えてキャッチする。スパイダーマンはグウェンが助かったと思い橋の上に引き上げるが、彼女は既に死亡していた。ピーターはグウェンが橋から落ちる前の段階で既に死亡していたのか、それとも彼女を助けようとした際に衝撃で首の骨が折れたのか疑問を抱き続けるのであった。
グウェンの死は架空世界に大きな影響を与えた。メリー・ジェーン・ワトソンがグウェンの死を重く受け止め、より成熟した思いやりのある人物となった。彼女の死によってメリージェーンとピーターはより友情を育み、最終的に恋愛関係となった。グウェンの教授の1人でありかつて恋人であったマイルズ・ウォーレンは彼女の死後に狂気を増し、ジャッカルとなった。

### クローン
死亡から約2年後、健康な状態ではあるが、死亡後の記憶を持っていないグウェン・ステイシーが『アメイジング・スパイダーマン』第144号で登場した。このグウェンはジャッカルが作り出したものであり、1回目のクローン・サーガでスパイダーマンを翻弄するために利用された。このストーリーの結末でグウェンは新しい自分の人生を探すために去って行った。

### 「Sins Past」及び「Sins Remembered」
J・マイケル・ストラジンスキーが『アメイジング・スパイダーマン』第509-514-号（2004年8月 - 2005年1月）で執筆したストーリー「Sins Past」で、グウェン・ステイシーは生前に密かにノーマン・オズボーンとのあいだに双子をもうけ、フランスで出産していたことが明らかとなった。グウェンの2人の子供であるガブリエルとサラはノーマン・オズボーンによって育てられ、ノーマンの強化された血液の影響により通常の2、3倍の速さで成人となった。ノーマンはピーターが本当の父親であり、母親の死の原因は彼にあると子供たちに伝えた。

## 他のバージョン
「エイジ・オブ・アポカリプス」の世界ではグウェン・ステイシーは死亡しておらず、マイティ・ソーとならなかったドナルド・ブレイクのボディガードをしている。
スカーレット・ウィッチが創造したマグニートーが世界を支配する平行世界「ハウス・オブ・M」ではグウェンは死亡しなかった。彼女はピーター・パーカーと結婚し、息子を1人もうけていた。彼女は科学者、実業家、平和運動家であり、化学兵器開発者のノーマン・オズボーンとは敵対関係にあった。メリー・ジェーン・ワトソンは人気女優であり、スパイダーマンの伝記映画が製作された際には彼女がグウェン役を務めた。グウェンとその父のジョージは正史世界で自分たちが死亡していることが書かれたピーターの日記を読むが、彼らはそれが精神を病んだピーターの妄想であると考える。
リミテッドシリーズ『Marvel Zombies Return』で登場した「アースZ」の世界のグウェンは友人のメリー・ジェーンやハリー・オズボーンと共にまだ大学生であった。ゾンビ化したスパイダーマンがこの世界を訪れ、シニスター・シックスを殺し始めるが、その後ゾンビ化した彼らによりグウェンたちは襲われ、死亡する。

### アルティメット・マーベル
アルティメット・マーベルでは、『アルティメット スパイダーマン』第14号（2001年12月）でピーターの高校でティーンエイジャーの少女として初登場した。グウェンはアーティストのマーク・バッグリーによって初期のマドンナに影響を受けた容姿に描かれ、パンク系の服を着て、反抗的な性格となっている。

### スパイダーグウェン / ゴーストスパイダー
「スパイダーグウェン」の世界ではピーター・パーカーではなく、グウェン・ステイシーがクモに噛まれてスーパーパワーを身に着けた結果、彼女がスパイダーウーマンとして活躍する姿が描かれている（「スパイダーグウェン」はあくまでも読者から見た呼称であり、劇中で名乗っているわけではない）。
初出は『エッジ・オブ・スパイダーバース』#2（2014年11月）。その後、単独のシリーズでも刊行された。2018年刊行のクロスオーバー『スパイダーゲドン』の中で、彼女独自のヒーロー名として「ゴーストスパイダー」を名乗るようになった。

## 他のメディア

### テレビ
- 1990年代のテレビアニメ『スパイダーマン』ではシリーズ最終回の「Farewell Spider-Man」で登場した。声優はメアリー・ケイ・バーグマンが担当。

- 『スペクタキュラー・スパイダーマン』ではほぼ全てのエピソードでグウェン・ステイシーが登場し、声優はレイシー・シャベールが担当。吹き替えは東條加那子が担当。シリーズでは彼女はピーター・パーカーの親友の1人である内気な少女で、後に恋愛感情を抱くが、交際に発展する前にシリーズは打ち切られた。

- 『アルティメット・スパイダーマン』では第4シーズン（シーズン4）からグウェン・ステイシー/スパイダーグウェンとして登場している。声優はダヴ・キャメロンが担当。吹き替えは優希知冴が担当。マイルス・モラレス/スパイダーマン/キッド・アラクニッドの世界のスパイダーウーマン。クモのパワーはないため、マグネットブーツとデジタル・スパイダーセンスでスパイダーマンの能力を再現している。マイルスがいなくなっため彼に代わり街を守るためスパイダーウーマンとなった。マイルスの世界の初代スパイダーマンであるピーターとは友人であった。ピーターの伯母であるメイおばさんが彼女を補佐している。

### 映画
- 『スパイダーマン3』ではブライス・ダラス・ハワードがグウェン・ステイシーを演じた。吹き替えは小笠原亜里沙が担当。ピーターと同じくカート・コナーズ博士の量子力学のクラスに出席する学生である彼女は、ピーター・パーカーの新しい恋人候補であり、メリー・ジェーン・ワトソンの潜在的なライバルであった。グウェンはクレーンの事故によって破壊されたビルから落下しているところをスパイダーマンから助け出される。彼女は『スパイダーマン』と同じように逆さ吊りのスパイダーマンとキスをし、結果、メリー・ジェーンを怒らせることとなった。彼女はまたエディ・ブロックJr.（エドワード・チャールズ・アラン・ブロックJr.）/ヴェノムと友人であり、写真のモデルにもなったが、シンビオートの影響を受けたピーターが彼女を奪うと関係は終了した。ピーターはメリー・ジェーンが働くジャズクラブでグウェンと踊るが、ピーターがメリー・ジェーンの嫉妬心を煽るためにそうしたことを理解するとグウェンは彼女に謝罪し、その場から去った。最後はハリー・オズボーンの葬式にピーターやメリー・ジェーン、メイおばさんと共に出席している様子が確認出来る。
- 『アメイジング・スパイダーマン』ではエマ・ストーンがグウェン・ステイシーを演じ、ピーター・パーカー（スパイダーマン）の恋人として登場した。吹き替えは本名陽子が担当。学校一の秀才であり、オズコープのカート・コナーズ博士の研究所でインターンの助手として働いていた。警官の父ジョージと3人の弟がいる。ピーターと恋愛関係になった直後にスパイダーマンの正体を知らされ、より関係を深めていった。科学者としても優れた才能の持ち主であり、リザードと化して狂気に駆られたコナーズが散布しようとした血清の解毒剤を的確に調合し、スパイダーマンだけでなくニューヨーク中の市民を救う事となった。その際、スパイダーマンと共闘した父のジョージをリザードに殺されてしまい、「グウェンを巻き込むな」というジョージの遺志を汲んだピーターと疎遠になるも、グウェンが真相を知った後はすぐに関係を修復している。
- 『アメイジング・スパイダーマン2』でも引き続きエマ・ストーンがグウェン・ステイシーを演じた。吹き替えは前作と同じ本名陽子が担当。前作から続いて恋愛関係にあったが、「グウェンを巻き込むな」というジョージの遺志から目を背けることに耐えられなくなったピーターと仲違いしてしまう。高校を卒業し、オックスフォード大学の奨学生に合格したグウェンは、ピーターとの関係を清算する為にもイングランド行きを決意。そこで自身の想いと向き合ったピーターと和解し、共にイングランドへ向かう事を決める。その直後に起こったエレクトロとの戦いではグウェン自ら戦いに赴き、エレクトロが停止させた発電設備を駆使してスパイダーマンと共にエレクトロを撃破。ニューヨークの街を大停電から救ったが、続けざまにスパイダーマンを逆恨みしてグリーン・ゴブリンへと変貌したハリーの急襲を受け、スパイダーマンとグリーン・ゴブリンとの戦いに巻き込まれたグウェンは時計塔から落下して死亡する。この事件はピーターの心に深い傷を残し、ピーターがスパイダーマンとして再起するまで5ヶ月もの時間を要した。

### アニメーション映画
- 『スパイダーマン:スパイダーバース』では、ヘイリー・スタインフェルドがグウェン・ステイシー/スパイダーグウェンの声を演じた。吹き替えは悠木碧が担当。主人公マイルズ・モラレス/スパイダーマン（Miles Morales）の世界で起きた異変のため、次元を越えてマイルズの世界に呼び寄せられる。自身の世界のピーターを救えなかったことから他者と親しくなるのを避けていたが、マイルズとの出会いによって少しずつ心が変化し、自身の世界に戻る際にはマイルズを友達と呼んでいる。

### コンピュータゲーム
- 『The Amazing Spider-Man』でグウェン・ステイシーが登場し、カリ・ウォールグレンが声優を務めた。

- 『LEGO マーベル スーパー・ヒーローズ ザ・ゲーム』ではグウェン・ステイシーが初めて操作可能キャラクターとして登場し、カリ・ウォールグレンが声優を務めた。

- フォートナイト - チャプター3シーズン4のバトルパスにて入手可能キャラクターとして登場[23]。